# 6661 Ikemura
6661 Ikemura (1993 BO) là một tiểu hành tinh vành đai chính được phát hiện ngày 17 tháng 1 năm 1993 bởi Y. Mizuno và T. Furuta ở Kani.